# Katarzyna Bonda

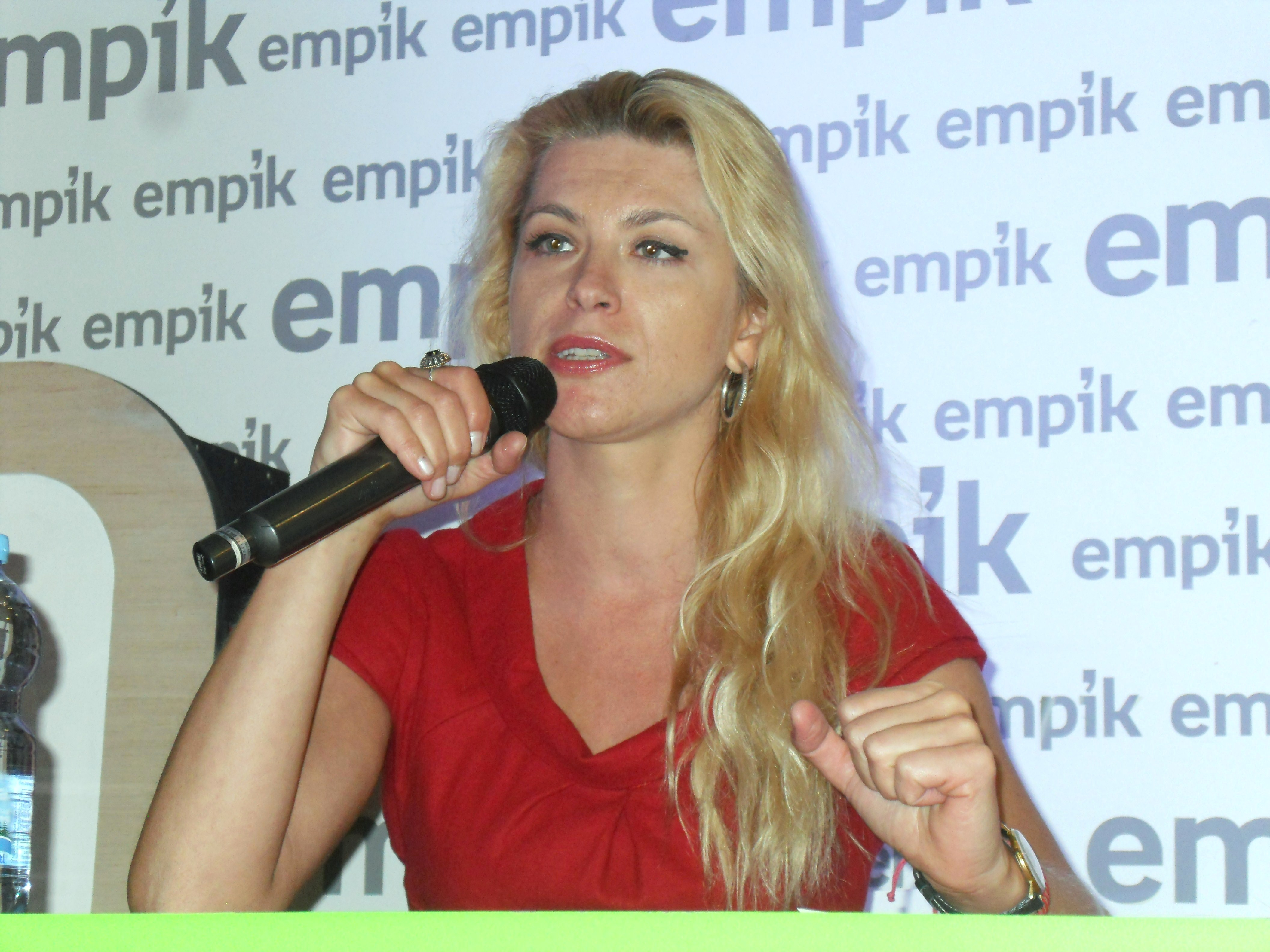
Katarzyna Bonda

Katarzyna Bonda (* 1977, Hajnówka, Podleské vojvodství) je polská novinářka a také spisovatelka. Polský spisovatel a novinář Zygmunt Miłoszewski ji označil za královnu polské detektivní povídky.

## Život a dílo
Pochází z polské Hajnówky. Vystudovala žurnalistiku na Varšavské univerzitě a scenáristiku v Lodži. V roce 2007 vydala svůj první kriminální román Sprawa Niny Frank, který byl záhy nominován na nejlepší kriminální román roku.
Je autorkou prozaických děl jako např. Tylko martwi nie kłamią, Florystka, Pochłaniacz, Okularnik, či Lampiony.

### České překlady z polštiny
- Dívka o půlnoci (orig. 'Pochłaniacz'). 1. vyd. Brno: Jota, 2016. 558 S. Překlad: Michael Alexa